# Halogeenhydrine

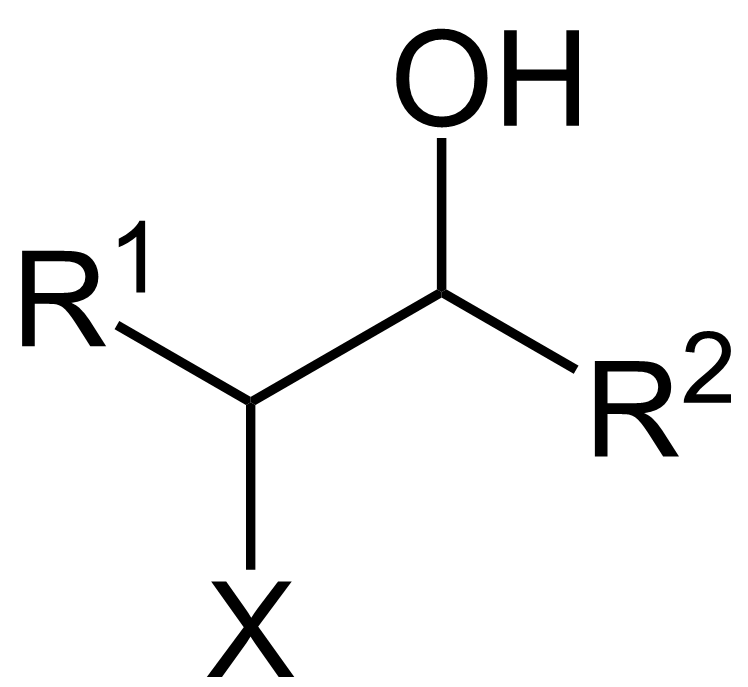
Structuurformule van een halogeenhydrine.

Een halogeenhydrine of halohydrine is in de organische chemie een functionele groep of stofklasse met als algemene formule R1-C(X)-C(OH)-R2, waarbij X een halogeen voorstelt. De structuur bestaat uit een koolstofatoom dat gebonden is aan een halogeenatoom. Het naburige koolstofatoom draagt een hydroxylgroep.
Halogeenhydrines kunnen op 2 manieren gevormd worden:
- via een halohydrine-reactie van een alkeen
- via een reactie van een epoxide en een waterstofhalogenide

## Voorbeelden
- 2-chloorethanol
- 3-broom-2-butanol